# Cvetka Bevc
Cvetka Bevc (29 de octubre de 1960 (64 años) es una escritora y poeta en idioma esloveno.

## Biografía
Bevc es aborigen de Slovenj Gradec. Estudió musicología y literatura comparada por la Universidad de Liubliana y también asistió a estudios de postgrado en el Universidad Colegio Cork. 
Trabajó como editora en una revista juvenil de música (Glasbena mladina) y en la radio nacional eslovena y en la Slovene Writers' Association. 
Escribe poesía, prosa, radioteatros y cuentos infantiles.
En 2012, su novela Potovci (Viajeros) fue una de las cinco finalistas para el Kresnik Award.

## Obra

### Algunas publicaciones

#### Prosa
- Prigode Špelce Žvekič, 2003
- Soba gospe Bernarde, 2007
- Zgodbe iz somraka, 2007
- Škampi v glavi, 2010
- Desetka, 2011[4]
- Potovci (Travellers), 2011

#### Colecciones de poesía
- Prelet žerjavov, 2004
- Med ločjem, 2005
- Odbleski, 2009

#### Libros infantiles
- Klavirski duhec Jošti, 2005
- Abecednik zaljubljene krastače, 2007
- Labod Zaki najde starše, 2008
- Veverica Mica in druge pravljice iz Zelenega gozda, 2009
- Pesem za vilo, 2009